# Drei Gesänge
Drei Gesänge ist ein Gedichtband von Stefan George. Der Band erschien 1921 im Georg Bondi Verlag, Berlin, und enthält die Gedichte An die Toten, Der Dichter in Zeiten der Wirren und Einem jungen Führer im Ersten Weltkrieg. Die Erstausgabe (sie blieb die einzige Ausgabe in dieser Form) erschien als Oktavband mit acht Seiten auf zwei fadengehefteten Blättern, umgeben von einem blauen, goldbedruckten Umschlag. Auf der vorderen Umschlagseite prangen unter dem Namen des Dichters, des Werkes und der Namen der drei enthaltenen Gedichte das von Melchior Lechter entworfene neogotische Signet der Blätter für die Kunst, darunter Verlag, Erscheinungsort und -jahr. Die Umschlagrückseite nennt die Druckerei Otto von Holten und das Datum Dezember 1921. 

## Widmung
Die erste Seite trägt die Widmung Dem Andenken des Grafen Bernhard Uxkull. Gemeinsam mit seinem Freund Adalbert Cohrs hatte sich der Dichter und Fahnenjunker Bernhard Graf Uxkull-Gyllenband am 29. Juli 1918 in einer Kaserne des kaiserlichen Heeres an der Poststraße in Kaldenkirchen erschossen.

## Geschichte
Das Gedicht An die Toten war bereits 1919 in den Blättern für die Kunst erschienen. Bei Der Dichter in Zeiten der Wirren und Einem jungen Führer im Ersten Weltkrieg handelt es sich um Erstdrucke. Alle drei Gedichte erschienen 1928 in Georges Gedichtband Das Neue Reich, der als Band IX der Gesamtausgabe herauskam, wobei das Gedicht An die Toten den neuen Titel Sprüche an die Toten erhielt und damit in Beziehung zu dem ebenfalls in diesem Band befindlichen Zyklus Sprüche an die Lebenden gesetzt wurde.

## Schrift
Der Band ist von der Buch- und Kunstdruckerei Otto v. Holten in der auf der Grotesk basierenden von Melchior Lechter entworfenen sogenannten Stefan-George-Schrift gesetzt.